# Dirka po Franciji 1923
Dirka po Franciji 1923 je bil 17. dirka po Franciji, ki je potekala od 24. junija do 22. julija 1923. Dirka s 15. etapami je bila dolga 5.386 km, povprečna hitrost zmagovalca pa je bila 24,233 km/h.
Dirka se je odločilno prevesila na stran kasnejšega zmagovalca Henrija Pélissiera v 10. in 11. alpski etapi, v katerih je Péllisier za skoraj celo uro prehitel dotedaj vodilnega v skupni razvrstitvi, Italijana Ottavia Bottecchio in prevzel rumeno majico s precejšnjo prednostjo, ki je ni izgubil vse do konca dirke. Péllisier je tako prvi francoski zmagovalec Toura po letu 1911, Bottechia je sploh prvi Italijan na stopničkah Toura, medtem ko je med Belgijci, ki so prevladovali v obdobju 1912-23, prvi Hector Tiberghien na skupnem četrtem mestu. Ekipno zmago je doseglo kolesarsko moštvo Auto Moto.

## Pregled
| Kategorije                          | Podatki       |
| ----------------------------------- | ------------- |
| Začetek-konec                       | Pariz - Pariz |
| Dolžina (km)                        | 5.386         |
| Število etap                        | 15            |
| Povprečna hitrost zmagovalca (km/h) | 24,233        |
| Kolesarjev                          | 139           |
| Tekmo končalo                       | 48            |

| Etapa | Datum     | Start in cilj                       | Dolžina | Etapni zmagovalec  | Čas         | Rumena majica      |
| ----- | --------- | ----------------------------------- | ------- | ------------------ | ----------- | ------------------ |
| 1     | 24. junij | Pariz - Le Havre                    | 381 km  | Robert Jacquinot   | 13h 51' 56" | Robert Jacquinot   |
| 2     | 26. junij | Le Havre - Cherbourg                | 371 km  | Ottavio Bottecchia | 14h 11' 41" | Ottavio Bottecchia |
| 3     | 28. junij | Cherbourg - Brest                   | 405 km  | Henri Pélissier    | 15h 44' 15" | Ottavio Bottecchia |
| 4     | 30. julij | Brest - Les Sables-d'Olonne         | 412 km  | Albert Dejonghe    | 15h 13' 30" | Romain Bellenger   |
| 5     | 2. julij  | Les Sables d'Olonne - Bayonne       | 482 km  | Robert Jacquinot   | 20h 16' 26" | Romain Bellenger   |
| 6     | 4. julij  | Bayonne - Luchon                    | 326 km  | Jean Alavoine      | 16h 05' 22" | Ottavio Bottecchia |
| 7     | 6. julij  | Luchon - Perpignan                  | 323 km  | Jean Alavoine      | 12h 47' 58" | Ottavio Bottecchia |
| 8     | 8. julij  | Perpignan - Toulon                  | 427 km  | Lucien Buysse      | 16h 15' 35" | Ottavio Bottecchia |
| 9     | 10. julij | Toulon - Nica                       | 281 km  | Jean Alavoine      | 12h 10' 39" | Ottavio Bottecchia |
| 10    | 12. julij | Nica - Briançon                     | 275 km  | Henri Pélissier    | 12h 45' 29" | Henri Pélissier    |
| 11    | 14. julij | Briançon - Ženeva                   | 260 km  | Henri Pélissier    | 9h 50' 21"  | Henri Pélissier    |
| 12    | 16. julij | Ženeva - Strasbourg                 | 377 km  | Joseph Muller      | 15h 08' 51" | Henri Pélissier    |
| 13    | 18. julij | Strasbourg - Metz                   | 300 km  | Romain Bellenger   | 11h 36' 00" | Henri Pélissier    |
| 14    | 20. julij | Metz - Dunkerque                    | 433 km  | Félix Goethals     | 18h 55' 08" | Henri Pélissier    |
| 15    | 22. julij | Dunkerque - Pariz, Parc des Princes | 343 km  | Félix Goethals     | 15h 19' 36" | Henri Pélissier    |